# Хольц, Штефан
Ште́фан Хольц (нем. Stefan Holtz; 27 февраля 1981, Нойбранденбург) — немецкий гребец-каноист, выступает за сборную Германии начиная с 2005 года. Четырежды чемпион мира, трижды чемпион Европы, многократный победитель и призёр первенств национального значения.

## Биография
Штефан Хольц родился 27 февраля 1981 года в городе Нойбранденбурге, федеральная земля Мекленбург-Передняя Померания. Активно заниматься греблей начал в возрасте одиннадцати лет, сначала проходил подготовку в местном спортивном клубе, позже, уже будучи профессионалом, переехал в Карлсруэ, где тренировался под руководством известного специалиста Детлефа Хофмана, олимпийского чемпиона и трёхкратного чемпиона мира. Также состоял в спортивном клубе при Германской академии физической культуры в Лейпциге и готовился под присмотром тренера Кая Веселого. На юниорском уровне первую значимую победу одержал в 1998 году, заслужив звание чемпиона Европы.
На взрослом международном уровне первого серьёзного успеха добился в сезоне 2005 года, когда попал в основной состав немецкой национальной сборной и побывал на чемпионате мира в хорватском Загребе, откуда привёз награду бронзового достоинства, выигранную в зачёте четырёхместных экипажей на дистанции 1000 метров. Не менее успешно выступил и на чемпионате Европы в польской Познани, трижды поднимался на пьедестал почёта, в том числе заслужил звание чемпиона в километровой дисциплине четвёрок.
Год спустя на мировом первенстве в венгерском Сегеде вместе со своим напарником Робертом Нуком взял серебро в полукилометровой гонке каноэ-двоек и завоевал золотую медаль на километре в четвёрках, при этом его партнёрами помимо Нука были Штефан Бройинг и Томас Люк. Ещё через год на аналогичных соревнованиях в Дуйсбурге получил в тех же дисциплинах серебряные медали.
В 2009 году на чемпионате мира в канадском Дартмуте Хольц совместно с Нуком завоевал титул чемпиона на пятистах метрах и взял бронзу на двухстах, проиграв в этой дисциплине экипажам из Литвы и России. Затем в сезоне 2011 года добыл золото и бронзу на мировом первенстве в венгерском Сегеде: в двойках на тысяче метрах и в эстафете C-1 4 × 200 метров соответственно. Пробовал пройти отбор на Олимпийские игры в Лондон, но не смог этого сделать, в конкурентной борьбе уступил молодым гребцам Курту Кушеле и Петеру Кречмеру, которые в итоге стали чемпионами. 
На домашнем чемпионате мира 2013 года в Дуйсбурге Хольц вместе с Нуком добавили в послужной список золото в двойках на двухсотметровой дистанции, а также серебро в эстафете — при участии Штефана Кирая и Себастьяна Бренделя они опередили всех спортсменов кроме российских. На чемпионате Европы в португальском Монтемор-у-Велью при этом была только одна бронзовая медаль, в двойках на дистанции 200 метров. В 2014 году на мировом первенстве в Москве Хольц и Нук пытались защитить своё чемпионское звание на двухстах метрах, однако на сей раз расположились в итоговом протоколе на второй позиции, уступив лидерство хозяевам соревнований Алексею Коровашкову и Ивану Штылю. С тем же результатом для них закончился и чемпионат Европы в Бранденбурге.